# Байсеркенский сельский округ
Байсеркенский сельский округ (каз. Байсерке ауылдық округі) — административная единица третьего уровня в Илийском районе Алматинской области Казахстана. Административным центром является село Байсерке.

Население — 29937 человек на начало 2016 года. Кроме сёл, в округе находятся 22 садоводческих общества.

## История
Весной 2015 года в состав сельского округа была включена территория площадью 4,53 км² и село Коянкус ликвидированного Первомайского сельского округа и исключена территория площадью 0,97 км² и передана в состав Ащибулакского сельского округа согласно решению маслихата Алматинской области от 27 марта 2015 № 43 −247 и постановлением акимата Алматинской области от 27 марта 2015 № 156

## Состав
В состав округа входят такие населенные пункты:
| Населенный пункт | Население, человек (1999) | Население, человек (2009) | Население, человек (2016) |
| ---------------- | ------------------------- | ------------------------- | ------------------------- |
| Али, село        | 772                       | 1270                      | 1126                      |
| Байсерке, село   | 8673                      | 15124                     | 17579                     |
| Жанадаур, село   | 1738                      | 1599                      | 2614                      |
| Жанаталап, село  | 915                       | 892                       | 1195                      |
| Коктерек, село   | 454                       | 566                       | 591                       |
| Коянкус, село    | 1451                      | 2249                      | 2619                      |
| Ынтымак, село    | 2134                      | 3441                      | 4213                      |

## Предприятия
- «Вест Групп Сервис» цех по выпуску полуфабрикатов
- «Евротем» завод по производству пластиковых окон
- «Дольче» фармацевтический завод по выпуску изделий медицинского назначения и лекарственных средств
- «Нуртау» производство пеноблоков
- «Алматинский Вентиляторный Завод» выпуск вентиляционного оборудования и решеток

На 2016 год, в сфере малого предпринимательства работают 745 индивидуальных предпринимателей. А в сфере обслуживания функционируют 155 объектов из них 40 объекта бытовых услуг (СТО, АЗС,ремонт обуви и индивидуальный пошив одежды, ломбарды, фотосалоны, парикмахерские) и 95 объектов торговли.

## Учреждения
Байсеркенском сельском округе функционирует 11 средних школ. Так же на территории округа 1 государственный детский сад «Ак бота» в с. Байсерке и действует мини-центр на базе № 5 СШ с. Жана-даур. 20 частных садиков работает по государственной программе «Балапан».
В округе действует 4 врачебных амбулаторий, 3 ФАП и 3 фельдшерских пункта.
Для развития спорта в округе проводятся разные спортивные соревнования. В округе есть 6 спортивных залов, 7 площадок для футбола, 9 для волейбола, 7 для баскетбола и 3 для мини-футбола.